# Blanche Christine Olschak
Blanche Christine Olschak, née le 24 juillet 1913 à Vienne et morte le 25 juin 1989 à Zurich, est une journaliste et écrivain autrichienne, féministe, tibétologue et bénévole dans l'aide aux réfugiés tibétains.

## Biographie
Elle est la fille de l'ingénieur Josef Olschak (1875-1954), général major dans l'armée autrichienne, qui avait épousé en 1911 Helene Büchelen. 
Elle obtient un doctorat en sciences économiques et politiques de l'Université de Graz en 1937 et épouse l'ingénieur Robert Schneiter en 1938. Elle commence à s'intéresser au Tibet, à la philosophie bouddhiste, à l'histoire des régions d'Asie centrale et à la condition des femmes en Asie. 
En 1946, son mari meurt en captivité à la suite de la Seconde Guerre mondiale. Elle s'installe alors en Suisse, à Zurich.
En 1947, elle publie son premier livre : Das Mädchen Katharina; Miniaturen aus den Jugendjahren der grossen Kaiserin. Elle devient correspondante de différents journaux et voyage en Extrême Orient : Chine, Himalaya, Japon, Java, Corée, Mongolie et Tibet.
Elle s'initie à la culture tibétaine en autodidacte et auprès de Constantin Regamey et Geshé Thupten Wangyal. Elle entreprend des voyages d'études dans l'Himalaya. Ses publications et conférences contribuent à faire connaître la culture tibétaine en Occident et lui valurent en 1981 le titre de professeur de la part du ministère fédéral autrichien de la Science et de la Recherche.
En 1949, elle est embauchée par Encyclic Verlag de Zurich comme principale rédactrice du Lexikon de Frau (dictionnaire de la femme) publié en 2 volumes en 1953-1954. Elle était en contact avec Ángela Acuña à qui elle a inspiré la rédaction de sa grande œuvre, Les femmes costaricaines à travers quatre siècles.
Elle est cofondatrice et vice-présidente l'association Tibeter Heimstätten qui organise l'immigration et l'accueil de réfugiés tibétains en Suisse depuis 1961, en lien avec le Croix rouge. Cette Association pour les foyers tibétains en Suisse a fonctionné de 1961 à 1991, date à laquelle le gouvernement fédéral suisse l'a absorbée en reprenant ses attributions. Dans la période de 1961 à 1966, 579 tibétains ont été accueillis en Suisse, et il y en avait plus de 3 000 en 2010,. Otto Wenger (de) a assumé la présidence de cette association en 1962,,.
En 1981, elle obtient le titre de professeur en Autriche, décerné par le ministère autrichien de la recherche et de l'enseignement supérieur.

## Œuvres
- Das Mädchen Katharina; Miniaturen aus den Jugendjahren der grossen Kaiserin, Mondial Verlag,Winterthur, Suisse, 1947
- Rhythmus zwischen Leben, Liebe und Tod: [Gedichte], Mondial Verlag, Winterthur, Suisse, 1947
- Lexikon der Frau (de) in 2 Bänden, Encyclios Verlag, Zürich, 1953-1954
- Frauen um den Drachenthron: Verführung und Macht, Walter-Verlag, Olten, Suisse, 1956
- Tibet: Erde der Götter: Vergessene Geschichte, Mythos und Saga, Rascher Verlag, Zürich, Suisse, 1960
- Tibet und Rotchina, Ost-Probleme, Verlag für Politik und Wirtschaft, vol.12 n° 22, Bonn, Allemagne, 1960
- Ueber die vorgeburtliche Seele und die Wiedergeburt in der fernöstlichen Auffassung, Psychologe, 1961, volume 13, n°8-9, p.281–286
- Tibet: Land der Burgen, 1961
- Die Heiterkeit der Seele; Motive tibetischer Lebensphilosophie, GBS-Verlag, Schwarzenburg, Suisse, 1961
- Religion und Kunst im alten Tibet, Verlag Ars Tibetana, Zürich, Suisse, 1962
- Les empreintes du pied et les signes de la main du Bouddha, Images Roche, Basel, Suisse, 1968
- Mandalas: de la spirale cosmique à la roue du temps, photo-documentation médicale Roche, volume=35, n°1, Basel, Suisse, 1970
- Mystic art of ancient Tibet, George Allen & Unwin, London, 1973
- Ancient Bhutan: a study on early Buddhism in the Himalayas, Swiss Foundation for Alpine Research, Zürich, Suisse, 1979
- Palaeolinguistic relics in the Himalayas, Magyar Tudományos Akademia, Budapest, Hongrie, 1980
- Bhutan: Königreich im Himalaya, Atlantis, Freiburg im Breisgau, Allemagne, 1983
- The Dragon kingdom, Shambhala, Boston, Massachusetts, 1989

## Recensions de ses œuvres
- Olschak, Frauen um den Drachenthron (Book Review), par Klaus H. Printzheim, Journal of Asian Studies, 1958[8]
- Olschak, B. Chr.: Tibet: Erde der Götter (Book Review), par J Schubert, Orientalistische Literaturzeitung, 1962[9]
- Olschak, B. C.: Religion und Kunst im alten Tibet (Book Review), par F Weller, Orientalistische Literaturzeitung, 1966[10]
- Book Review: Mystic Art of Ancien Tibet, par Lama Anagarika Govinda, 1974[11]
- Blanche Christine Olschak & Geshé Thupten Wangyal. Mystic Art of Ancient Tibet, par David L. Snellgrove, Religious Studies, 2008[12]
- Blanche Christine Olschak and Thupten Wangyal: Mystic art of ancient Tibet, par Philip Denwood, Bulletin of the School of Oriental and African Studies, 2009[13]
- Mystic art of ancient Tibet. By Blanche Christine Olschak and Thupten Wangyal, par E. Conze, Journal of the Royal Asiatic Society, 2011[14]